# راصة دموية

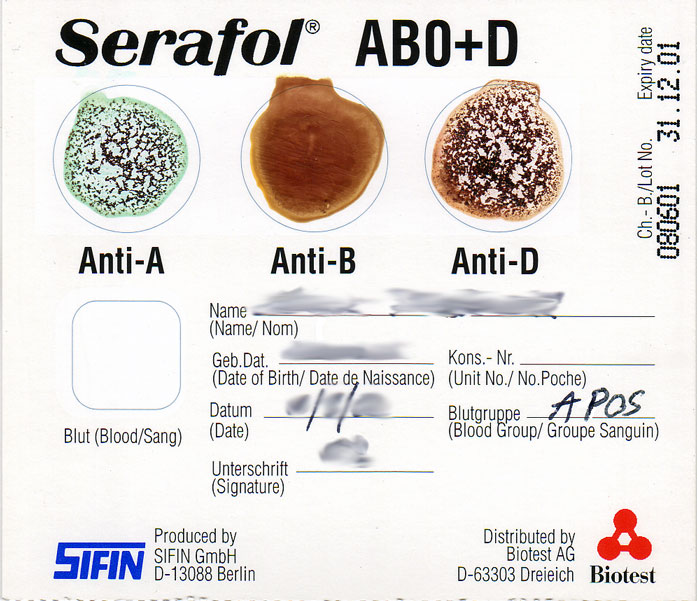
يظهر بالصورة اختبار للكشف عن فصيلة الدم ويظهر بوضوح التراص عند اضافة Anti-A وبدون تغيير في Anti-B والتراص في Anti-D المسؤول عن تحديد RH الخاص بالدم وتظهر العينة هنا A+

راصة دموية أو مجموعات الهيم (بالإنجليزية: Hemagglutinin)‏ تشير إلى مادة تسبب تراص كريات الدم الحمراء وهذا مايسمى بالراصة الدموية أو التراص. الأجسام المضادة  و اللكتين هما راصة دموية شائعة.

## إستخدامات
تُستخدم الراصة الدموية لتحديد المستضدات الموجودة على سطح كريات الدم الحمراء (باستخدام جسم مضاد معروف) أو للبحث عن جسم مضاد بالجسم (باستخدام مستضد معروف). كما أن لها دور كبير في الكشف عن فصائل الدم باستخدام مواد تساهم في الكشف عن فصائل الدم.